# میکاثارا، استرالیای غربی
میکاثارا (به انگلیسی: Meekatharra) یک شهرک در استرالیا است که در Shire of Meekatharra واقع شده‌است.